# Фокин Первый
Фо́кин Пе́рвый — хутор в Белореченском районе Краснодарского края.
Входит в состав Рязанского сельского поселения.

## Население
| 2002 | 2010 |
| ---- | ---- |
| 191  | ↗207 |